# Нижньохозятово
Нижньохозя́тово (рос. Нижнехозятово, башк. Түбәнге Хәжәт) — присілок у складі Чишминського району Башкортостану, Росія. Входить до складу Чишминської сільської ради.
Населення — 246 осіб (2010; 244 в 2002).
Національний склад:
- башкири — 95 %